# Siergiej Tietiuchin
Siergiej Tietiuchin (ros. Сергей Юрьевич Тетюхин) (ur. 23 września 1975 w Ferganie) – urodzony w Uzbekistanie rosyjski siatkarz, reprezentant Rosji, przyjmujący.
Jest mistrzem olimpijskim z Londynu (2012) i wicemistrzem olimpijskim z  Sydney (2000).
Zdobył także wicemistrzostwo Świata w 2002 r. w Argentynie.
Dwukrotnie zdobył brązowy medal olimpijski: w 2004 r. w Atenach oraz w 2008 r.w Pekinie.
Występuje w rosyjskiej Superlidze, od sezonu 2011/2012 gracz Lokomotiwu Biełgorod.
Kiedy występował w Pallavolo Parma miał wypadek samochodowy.
Jego syn Pawieł, również jest siatkarzem.

## Sukcesy klubowe
Puchar Rosji:
- 1995, 1996, 1997, 1998, 2001, 2003, 2005, 2007, 2009, 2012, 2013

Mistrzostwo Rosji:
- 1997, 1998, 2002, 2003, 2004, 2005, 2007, 2010[2], 2011, 2013
- 1995, 1996, 1999, 2006, 2015
- 2008, 2014, 2016

Puchar CEV:
- 2009, 2018
- 2002
- 1997

Liga Mistrzów:
- 2003, 2004, 2008, 2014
- 2011
- 2005, 2006

Klubowe Mistrzostwa Świata:
- 2014
- 2009

Superpuchar Rosji:
- 2010, 2011, 2013, 2014

## Sukcesy reprezentacyjne
Mistrzostwa Europy Juniorów:
- 1994

Mistrzostwa Świata Juniorów:
- 1995

Liga Światowa:
- 2002
- 2006, 1998, 2000
- 1996, 1997, 2001, 2006, 2008, 2009

Mistrzostwa Europy:
- 1999, 2005, 2007
- 2001, 2003

Puchar Świata:
- 1999, 2011
- 2007

Igrzyska Olimpijskie:
- 2012
- 2000
- 2004, 2008

Mistrzostwa Świata:
- 2002

Liga Europejska:
- 2004

## Nagrody indywidualne
- 4-krotny zdobywca nagrody im. A.Kuzniecowa dla najlepszego siatkarza sezonów 1998/1999, 2002/2003, 2005/2006, 2007/2008, w rosyjskiej Superlidze
- 1994: MVP Mistrzostw Europy Juniorów
- 1999: Najlepszy przyjmujący Mistrzostw Europy
- 2002: MVP Pucharu Rosji
- 2005: MVP Pucharu Rosji
- 2007: MVP Pucharu Rosji
- 2011: Najlepszy zagrywający turnieju Final Four Ligi Mistrzów
- 2014: MVP turnieju Final Four Ligi Mistrzów
- 2014: Najlepszy przyjmujący Klubowych Mistrzostw Świata
- 2016: MVP turnieju kwalifikacyjnego do Igrzysk Olimpijskich 2016

## Odznaczenia
- Order Honoru (13 sierpnia 2012 roku)[3]
- Order Zasług dla Ojczyzny I klasy (2 kwietnia 2009)
- Order Zasług dla Ojczyzny II klasy (4 listopada 2005)
- Tytuł Zasłużonego Mistrza Sportu (1999).